# Victor Grab
Victor Grab este un general din Republica Moldova.
A fost avansat de către președintele Mircea Snegur la gradul de general de brigadă.